# 反偷渡情報局
反偷渡情報局（英文：Anti-Illegal Migration Agency，縮寫：AIMA）前稱反國際偷渡罪行調查及情報局，於2004年6月28日成立，隸屬於香港入境事務處。

## 歷史
1998年7月6日，香港國際機場啟用後，入境事務處亦同時成立了駐機場調查小組，主要功能為加強於機場範圍內的執法行動力量，並且打擊使用偽造旅行證件及偷運非法入境者的活動等。
2004年6月28日，反偷渡情報局成立後，前者及策略情報小組便由其管理。

## 組織
反偷渡情報局由一名總入境事務主任出任主管。

## 職責
反偷渡情報局的主要責任為調查在香港國際機場範圍內被截獲的偽造旅行證件及非法入境者、集中調查涉及製造偽香港護照的集團，以及收集和分析相關情報